# Marcella Michelangeli
Pour les articles homonymes, voir Michelangeli (homonymie).
Marcella Michelangeli, née sous le nom de Marcella Gherardi le 28 janvier 1943 à Uscio dans la région de la Ligurie, est une actrice italienne de théâtre, de cinéma et de télévision qui a également été chanteuse.

## Biographie
Elle naît en 1943 à Uscio dans la région de la Ligurie. Étudiante à l'académie des beaux-arts de la ville de Gênes, elle obtient le titre de miss Ligurie en 1962 et commence à jouer au Piccolo Teatro Duse, côtoyant l'homme de théâtre Dario Fo. Après la fin de ces études, elle s'installe à Rome. Elle commence une carrière de chanteuse et d'actrice. Sous le pseudonyme de Marcella, elle enregistre un 45 tours et participe au concours Un disco per l'estate en 1967, sans grand succès.
Comme actrice, elle débute à la même période au cinéma avec pour premier crédit un rôle de figuration dans la comédie Don Giovanni in Sicilia d'Alberto Lattuada. En 1969, elle donne la réplique à Edwige Fenech et Willy Colombini (it) dans la comédie Der Mann mit dem goldenen Pinsel de Franz Marischka.
Au cours des années 1970, elle alterne entre rôles principaux dans des films d'actions à petits budgets et rôles secondaires dans des productions plus importantes.
En 1974, elle est ainsi l'épouse de Lajos Balázsovits dans le drame Milarépa de Liliana Cavani consacré à la vie du moine Milarépa. En 1977, elle est la mère du jeune Gavino dans le drame Padre padrone des frères Taviani, film qui est remporte la Palme d'or au Festival de Cannes 1977. En 1980, elle fait scandale avec un rôle de lesbienne dans le drame Immacolata et Concetta (Immacolata e Concetta, l'altra gelosia) de Salvatore Piscicelli au côté d'Ida Di Benedetto.
Parmi d'autres rôles, elle est également à l'affiche du film de guerre Les Sept de Marsa Matruh (La lunga notte dei disertori - I 7 di Marsa Matruh) de Mario Siciliano, des westerns Arizona se déchaîne (Arizona si scatenò... e li fece fuori tutti) de Sergio Martino et Et le vent apporta la violence (E Dio disse a Caino) d'Antonio Margheriti ou des films policiers Big Racket (Il grande racket) d'Enzo G. Castellari et Agent très spécial 44 (Mark colpisce ancora) de Stelvio Massi.
Pour la télévision, elle incarne en 1980 la journaliste Oriana Fallaci dans la mini-série télévisée Panagulis vive de Giuseppe Ferrara, adapté du roman biographique Un homme (Un uomo) écrit par la journaliste italienne et dédié à son compagnon, l'homme politique et poète grec Aléxandros Panagoúlis.
Au début des années 1980, elle abandonne le cinéma et arrête sa carrière.

## Filmographie

### Au cinéma
- 1967 : Don Giovanni in Sicilia d'Alberto Lattuada
- 1969 : Der Mann mit dem goldenen Pinsel de Franz Marischka
- 1969 : Josefine - das liebestolle Kätzchen de Géza von Cziffra
- 1970 : Una storia d'amore de Michele Lupo
- 1970 : Et le vent apporta la violence (E Dio disse a Caino) d'Antonio Margheriti
- 1970 : Un caso di coscienza de Giovanni Grimaldi
- 1970 : Les Sept de Marsa Matruh (La lunga notte dei disertori - I 7 di Marsa Matruh) de Mario Siciliano
- 1970 : Arizona se déchaîne (Arizona si scatenò... e li fece fuori tutti) de Sergio Martino
- 1971 : Les Assoiffées du sexe (La casa delle mele mature) de Pino Tosini
- 1971 : La grande scrofa nera de Filippo Ottoni
- 1971 : Prenez garde à la sainte putain (Warnung vor einer heiligen Nutte) de Rainer Werner Fassbinder
- 1972 : Si può fare molto con 7 donne de Fabio Piccioni
- 1972 : Il caso Pisciotta d'Eriprando Visconti
- 1974 : Nous nous sommes tant aimés (C'eravamo tanto amati) d'Ettore Scola
- 1974 : Milarépa de Liliana Cavani
- 1976 : Big Racket (Il grande racket) d'Enzo G. Castellari
- 1976 : Affreux, sales et méchants (Brutti, sporchi e cattivi) d'Ettore Scola
- 1976 : Caro Michele de Mario Monicelli
- 1976 : Agent très spécial 44 (Mark colpisce ancora) de Stelvio Massi
- 1977 : Padre padrone des frères Taviani
- 1977 : Nel più alto dei cieli de Silvano Agosti
- 1977 : Italia: ultimo atto? de Massimo Pirri
- 1980 : Immacolata et Concetta (Immacolata e Concetta, l'altra gelosia) de Salvatore Piscicelli

### À la télévision

#### Séries télévisées
- 1974 : La Jeunesse de Garibaldi (Il Giovane Garibaldi)
- 1980 : Panagulis vive de Giuseppe Ferrara

##### Téléfilms
- 1975 : L'uomo dagli occhiali a specchio de Mario Foglietti (it)
- 1980 : Gioco di morte d'Enzo Tarquini

## Discographie partielle

### 45 tours
- 1967: L'amore ce l'hanno tutti/Cosa volete da me (Stereomaster, LS 6611)

## Sources
- (it) Roberto Poppi et Enrico Lancia, Le attrici, Rome, Gremesse, 2003 (ISBN 88-8440-214-X).
- Jean Tulard, Le Nouveau guide des films – Intégrale, Paris, Robert Laffont, 2013, 1230 p. (ISBN 978-2-221-10451-4).
- Roberto Curpi, Italian Crime Filmography, 1968-1980, Jefferson, McFarland & Co Inc, 2013, 332 p. (ISBN 978-0-7864-6976-5, lire en ligne), p. 159-162.